# Чанчжэн-2A
Чанчжэн 2A, или CZ-2A, или LM-2A, или Великий поход 2A — китайская двухступенчатая ракета-носитель лёгкого класса, семейства «Чанчжэн».